# Adelheidsdorf
Adelheidsdorf – miejscowość i gmina w Niemczech, w kraju związkowym Dolna Saksonia, w powiecie Celle, wchodzi w skład gminy zbiorowej Wathlingen.